# Mammillaria stella-de-tacubaya
Mammillaria stella-de-tacubaya là một loài thực vật có hoa trong họ Cactaceae. Loài này được Heese mô tả khoa học đầu tiên.

## Hình ảnh

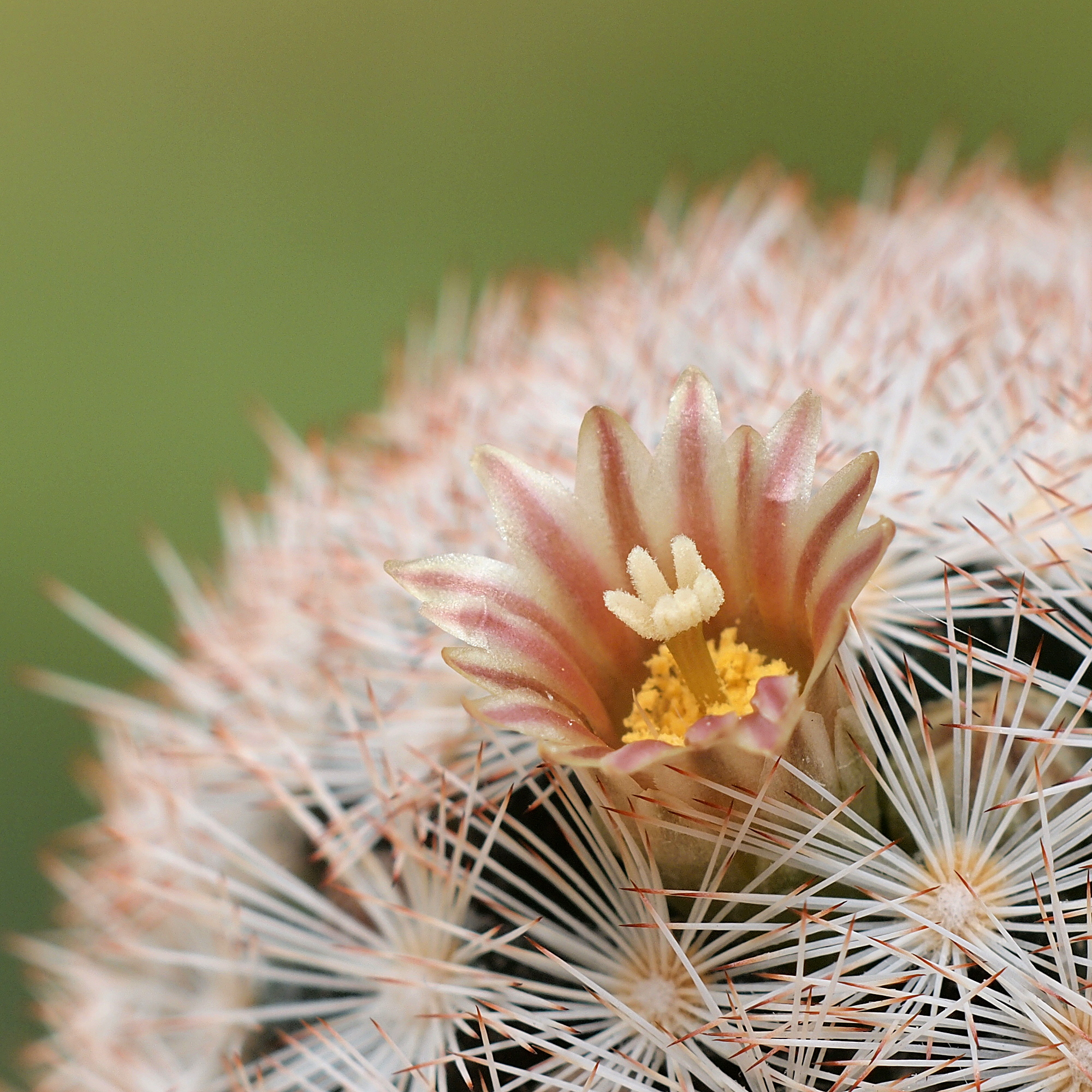
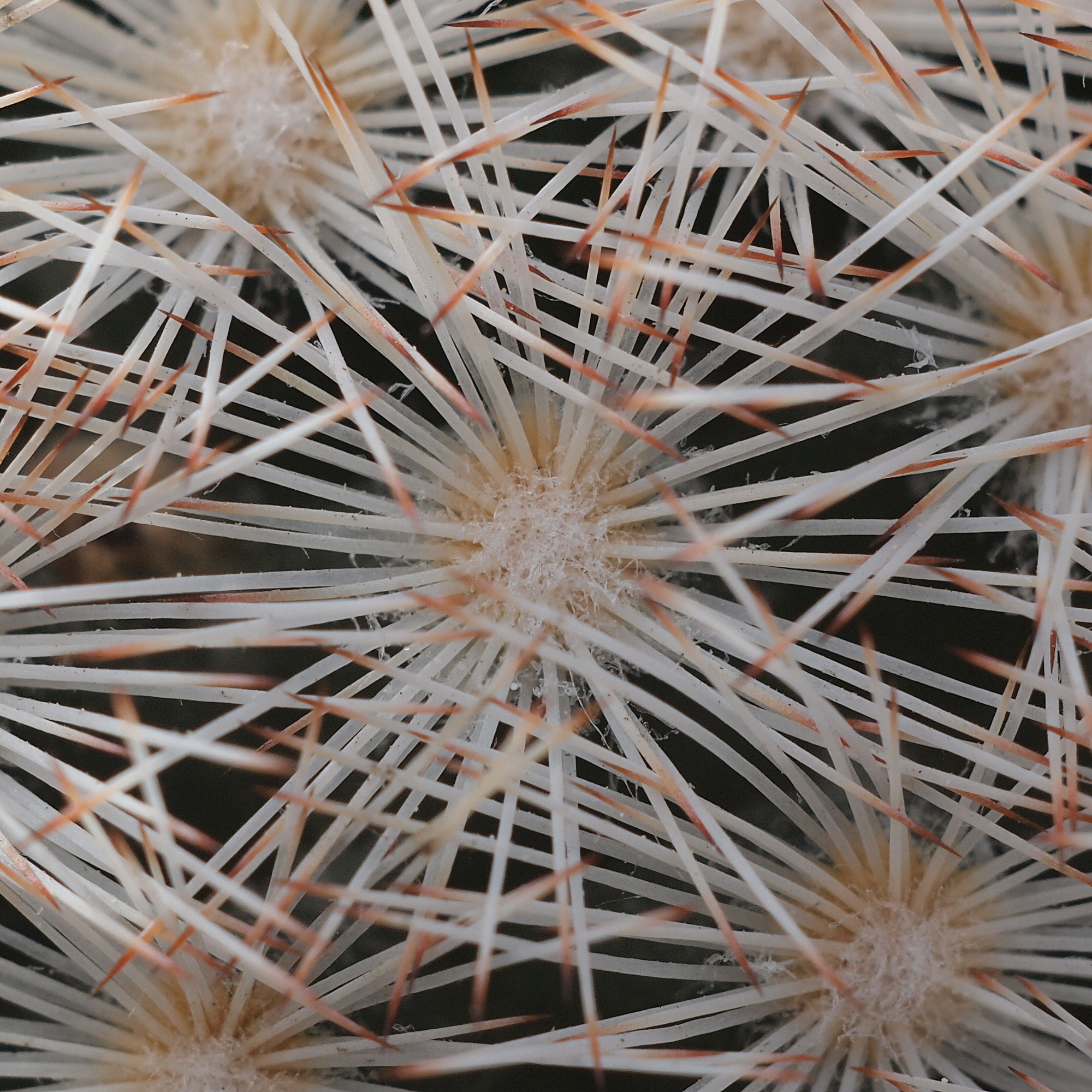